# レインボーミュージックジャパン
レインボーミュージックジャパンは1998年に結成されたコンテンポラリー・クリスチャン・ミュージックの団体。
日本ルーテル同胞教団柏グローリーチャペル所属の佐々木潤（ピアノ）と佐々木静（ボーカル）を中心に、全国の教会や集会でコンサート活動を展開している。
主なアルバムに「Send me」「We stand」「Healing Worship」「First Noel」などがある。

## 歴史
- 1998年　「Send me」発表　ゴスペルベストアルバム賞銀賞を受賞する。
- 1999年　「We stand」「First Noel」発表
- 2000年　クリスマスアルバム「First Noel」発表
- 2003年　テレビ番組「ライフライン」で活動が取り上げられる。
- 2004年より賛美集会「ワーシップエクスプロージョン」を主催する。
- 2005年夏　アメリカナッシュビルで初の海外レコーディングを行う。
- 2006年３月　シングル「You are Precious」を発表し、有線放送で放送される。アルバム「Follow You」を発表。
- 2006年　Gポップコンテスト準グランプリ受賞する。
- 2007年　秋田、大阪、九州、沖縄等で全国的なコンサートツアーを展開
- 2008年　アメリカニューヨークツアー、レコーディング
- 2009年   ロンドン、パリでコンサートを行う。クリスマスアルバム「光を下さい」発表
- 2010年 「Over the Rainbow 」「Gentle Breeze」発表

## 代表的な賛美
- 「主の臨在の中で」
- 「You are precious」
- 「詩篇103篇」
- 「とわに礼拝します」
- 「歌わずにいられない」